# Serjania corindifolia
Serjania corindifolia är en kinesträdsväxtart som beskrevs av Ludwig Radlkofer. Serjania corindifolia ingår i släktet Serjania och familjen kinesträdsväxter. Inga underarter finns listade i Catalogue of Life.